# 와카마쓰구
와카마쓰구(일본어: 若松区)는 일본 후쿠오카현 기타큐슈시를 구성하는 7개 구 중 하나이다.

## 지리
기타큐슈시 북서부에 위치하고 와카마쓰반도의 대부분을 차지하고 있다. 북쪽 해안은 히비키나다와 접하고 기타큐슈시에서 유일하게 해수욕장이 있는 구이기도 하다. 지리적으로 바람이 강한 지역이기 때문에 북부의 히비키나다 임해 공업단지에는 히비키나다 풍력 발전소가 있다. 히비키나다상의 하쿠섬을 구역에 포함한다.

### 인접한 자치체
- 기타큐슈시
  - 야하타니시구
  - 도바타구
- 온가군 미즈마키정, 아시야정

## 역사

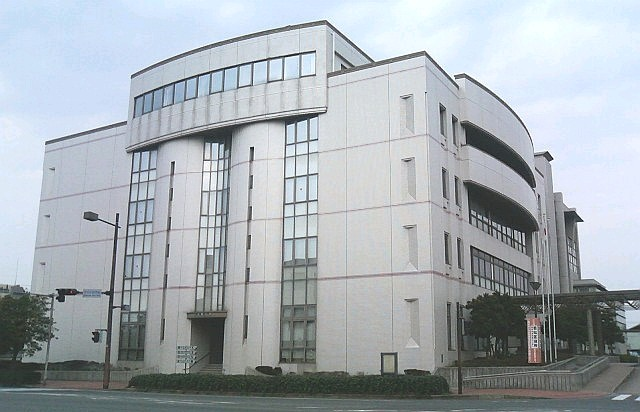
와카마쓰구청

- 1889년 - 와카마쓰촌이 성립하였다.
- 1891년 2월 1일 - 와카마쓰촌이 정으로 승격해 와카마쓰정이 되었다.
- 1914년 4월 1일 - 시로 승격해 와카마쓰시가 되었다.
- 1963년 2월 10일 - 와카마쓰시가 고쿠라시·야하타시·모지시·도바타시와의 합병으로 기타큐슈시의 일부가 되었다.
- 1963년 4월 1일 - 기타큐슈시가 정령지정도시가 되면서 옛 와카마쓰시 지역이 와카마쓰구가 되었다.
- 1974년 4월 1일 - 야하타구가 야하타니시구, 야하타히가시구로 분구될 때, 와카마쓰구의 일부인 아사카와지구가 야하타니시구로 편입되었다.[A]

## 교통

### 철도
- 규슈 여객철도 지쿠호 본선(와카마쓰선)

### 도로
- 와카토 대교
- 국도 199호선
- 국도 495호선